# 普利茅斯足球俱乐部
普利茅夫阿盖尔足球會（英語：Plymouth Argyle Football Club，发音为/ˈplɪməθ ˈɑrɡaɪl/）是位於英格蘭德文郡普利茅斯的職業足球隊，為聯賽中位處最西及最南的球隊，亦是兩支採用全綠色主場球衣的球隊之一，現時於英冠作賽。成立於1886年，球隊在1903年轉為全職業，並於1920年加入英格蘭足球聯賽，球隊別號「朝聖者」（The Pilgrims）源於1620年一批清教徒由普利茅斯乘搭五月花号前赴新大陸，而球隊會徽上的帆船正是五月花号，主場為家鄉公園球場（Home Park）。
球隊早年為第二級別和第三級別聯賽的升降機，多次來回於兩級別聯賽，直至1994/95球季首次降級到第四級別聯賽，但僅一季即重返第三級別聯賽，卻在1997/98球季再度降班。直至2000年10月領隊保羅·史杜洛克（Paul Sturrock）上任後，成績才有大幅度改善。他上任首季即帶領球隊護級成功，由接手時的倒數第四名躍升至第十二名，更在2001/02球季帶領球隊以破聯賽紀錄的102分奪得冠軍，重返第三級別。他在2003/04球季亦再下一城，帶領球隊第五度奪得第三級別聯賽冠軍，相隔十二個球季重返第二級別聯賽，亦成為英冠創始成員，其後數季亦一直在英冠作賽。但好景不常，球隊於09/10球季再度降班至第三級別英甲聯賽，其後更因遭遇財困而於2011年3月申請破產保護被接管，導致於2010/11球季被扣減十分，最後連續兩季降班到第四級別英乙聯賽作賽。雖然球隊於2011年10月成功賣盤，走出破產保護，但成績未有改善，於2011/12球季及2012/13球季連續兩季排第二十一名，僅僅護級成功保住聯賽成員地位。之後數季，成績終於有所改善，於2014/15球季及2015/16球季兩度獲得附加賽席位，但都衝擊升班失敗。及至2016/17球季，球隊奪得英乙聯賽亞軍，相隔六季重返英甲作賽。可惜球隊在英甲未能站穩陣腳，作賽兩季後便於2018/19球季護級失敗，降回英乙，但一季後即奪得英乙季軍，再度回到英甲。這次球隊終於在英甲站穩陣腳，連續三季排名上升，更於2022/23球季奪得英甲冠軍，久違十三個球季後重返英冠。

## 大事紀年
| 年 份   | 事 項                                                                                     |
| ------- | ----------------------------------------------------------------------------------------- |
| 1903-04 | 加入南部甲組聯賽。同時加入西部聯賽                                                        |
| 1904-05 | 西部聯賽冠軍                                                                              |
| 1906-07 | 西部聯賽甲B組聯賽亞軍                                                                     |
| 1907-08 | 南部甲組聯賽亞軍                                                                          |
| 1911-12 | 南部甲組聯賽亞軍                                                                          |
| 1912-13 | 南部甲組聯賽冠軍                                                                          |
| 1920-21 | 足球聯盟南區丙組聯賽創始成員                                                              |
| 1921-22 | 南區丙組聯賽亞軍                                                                          |
| 1922-23 | 南區丙組聯賽亞軍                                                                          |
| 1923-24 | 南區丙組聯賽亞軍                                                                          |
| 1924-25 | 南區丙組聯賽亞軍                                                                          |
| 1925-26 | 南區丙組聯賽亞軍                                                                          |
| 1926-27 | 南區丙組聯賽亞軍（連續六年）                                                              |
| 1929-30 | 南區丙組聯賽冠軍，升級乙組                                                                |
| 1950    | 乙組聯賽排第廿一位，降級南區丙組                                                          |
| 1951-52 | 南區丙組聯賽冠軍，升級乙組                                                                |
| 1956    | 乙組聯賽排第廿一位，降級南區丙組                                                          |
| 1958-59 | 聯賽重組後被置於丙組聯賽。丙組聯賽冠軍，升級乙組                                          |
| 1964-65 | 晉身聯賽杯四強                                                                            |
| 1968    | 乙組聯賽排第廿二位，降級丙組                                                              |
| 1973-74 | 晉身聯賽杯四強                                                                            |
| 1974-75 | 丙組聯賽亞軍，升級乙組                                                                    |
| 1977    | 乙組聯賽排第廿一位，降級丙組                                                              |
| 1983-84 | 晉身足總杯四強                                                                            |
| 1985-86 | 丙組聯賽亞軍，升級乙組                                                                    |
| 1992    | 乙組聯賽排第廿二位，降級丙組                                                              |
| 1992-93 | 超聯成立，丙組重組為乙組〈III〉                                                           |
| 1993-94 | 乙組〈III〉聯賽排第三位，附加賽準决賽兩回合累計1-3負於                                    |
| 1995    | 乙組〈III〉聯賽排第廿一位，降級丙組〈IV〉                                                 |
| 1995-96 | 丙組〈IV〉聯賽排第四位，附加賽準决賽兩回合累計3-2擊敗，溫布萊決賽1-0擊敗，升級乙組〈III〉 |
| 1998    | 乙組〈III〉聯賽排第廿二位，降級丙組〈IV〉                                                 |
| 2001-02 | 丙組〈IV〉聯賽冠軍，升級乙組〈III〉                                                       |
| 2003-04 | 乙組〈III〉聯賽冠軍，升級甲組〈II〉。甲組〈II〉聯賽更名“英冠聯賽”                         |
| 2009-10 | 英冠聯賽排第廿三位，降班英甲聯賽                                                          |
| 2010-11 | 因破產被扣10分；英甲聯賽排第廿三位，降班英乙聯賽                                          |
| 2014-15 | 英乙聯賽排第七位，附加賽準決賽兩回合累計3-5負於                                           |
| 2015-16 | 英乙聯賽排第五位，附加賽準決賽兩回合累計3-2擊敗，決賽兩回合累計0-2負於AFC溫布頓           |
| 2016-17 | 英乙聯賽亞軍，升班英甲聯賽                                                                |
| 2018-19 | 英甲聯賽排第廿一位，降班英乙聯賽                                                          |
| 2019-20 | 英乙聯賽季軍，升班英甲聯賽                                                                |
| 2022-23 | 英甲聯賽冠軍，升班英冠聯賽；決賽0-4負於保頓，聯賽錦標亞軍                                 |
| 2024-25 | 英冠聯賽排名廿三位，來屆降級英甲                                                          |

## 近況
- 2023年7月3日，曼城青訓教練彼得·卡雲拿（Peter Cavanagh）加盟出任一隊教練[1]。
- 2023年7月4日，球隊向前主席占士·賓特（James Brent）收購一幅毗鄰主場家鄉公園球場的土地，土地將暫時用作健身室及儲物用途，長遠將納入球場及訓練設施擴展計劃[2]。
- 2023年7月7日，班主西蒙·哈雷特（Simon Hallett）增持球隊股份，持股比例增加至87%[3]。

### 盃賽成績
| 圈數     | 日期          | 主／客   | 對賽球隊 | 紀錄     |
| 聯 賽 盃 | 聯 賽 盃      | 聯 賽 盃 | 聯 賽 盃 | 聯 賽 盃 |
| -------- | ------------- | -------- | -------- | -------- |
| 第一圈   | 2023年8月8日  | 主       | 奧連特   | 勝 2 - 0 |
| 第二圈   | 2023年8月29日 | 主       | 水晶宮   | 負 2 - 4 |
| 足 總 盃 |               |          |          |          |
| 第一圈   | 2022年11月5日 | 客       | 甘士比   | 負 1 - 5 |

## 主場球場

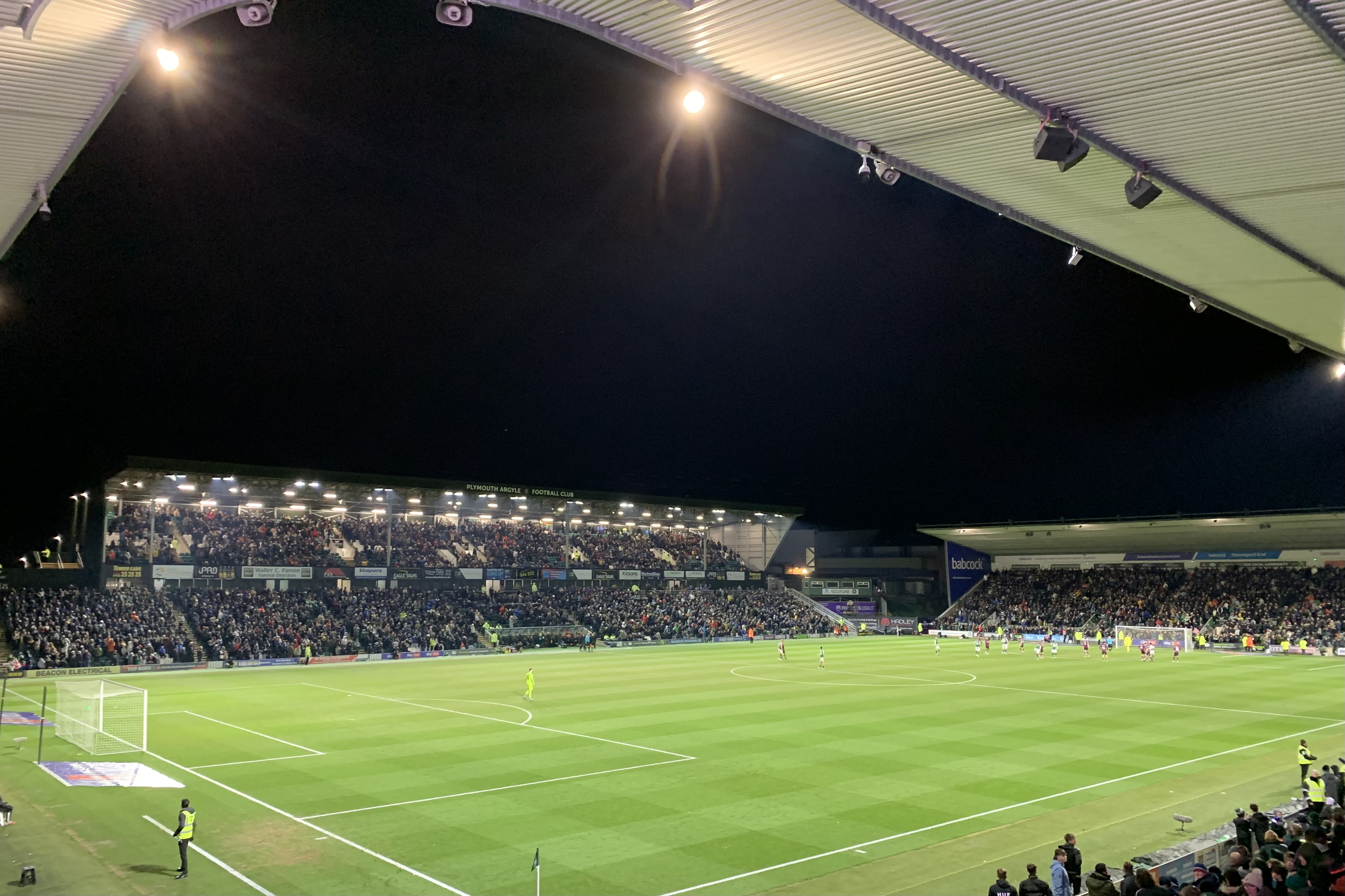
家鄉公園球場

家鄉公園球場（Home Park）是位於普利茅斯中央公園區的全坐席足球場，自1901年已成為普利茅夫的主場球場，被球會球迷暱稱為「綠軍劇院」（Theatre of Greens），現時可容納超過17,900名觀眾。球場於第二次世界大战遭到嚴重破壞，但仍趕及在1945年於英格蘭足球聯賽重開後投入服務。球場於1950年代增設汛光燈照明，並建成雙層的大看台（Grandstand）。
2000年，球會公佈兩階段球場重建計劃，首階段將重建德文港看台（Devonport End）、倫核士看台（Lyndhurst Stand）及班恩公園看台（Barn Park End），次階段將重建五月花大看台（Mayflower Grandstand），當所有計劃完成後將重建為可容納18,500名觀眾的全座席球場。重建工程於2001年獲市議會批准，並隨即展開，首階段工程其後於2002年2月完成，但次階段工程則一直沒有動工時間表。
2009年12月，普利茅夫被公佈入選為英格蘭申辦2018年世界盃的12個主辦城市之一，計劃為此而建立一座可容納46,000名觀眾的新球場，但其後英格蘭申辦世界盃失敗，新球場計劃亦因此而終止。
2018年，球會終於開展重建五月花大看台的工程，大部分看台及附近的臨時建築都被拆除，重建工程於2020年1月完成，令球場的四邊看台都完成重建。

## 會徽

1982-2009年、2012-現在
2009-12年
2011/12年球季125週年特別版

## 敵對球隊
普利茅夫傳統的敵對球隊是德文郡鄰近的球會，包括、及，其中與後者的對戰被稱為「船塢打吡」（Dockyard Derby）。

## 榮譽
| 榮譽                      | 次數        | 年度                                                 |
| 聯 賽 比 賽               | 聯 賽 比 賽 | 聯 賽 比 賽                                          |
| ------------------------- | ----------- | ---------------------------------------------------- |
| 甲組〈III〉聯賽 冠軍      | 1           | 2022/23                                              |
| 乙組〈III〉聯賽 冠軍      | 1           | 2003/04                                              |
| 丙組〈III〉聯賽 冠軍      | 1           | 1958/59                                              |
| 丙組〈III〉聯賽 亞軍      | 2           | 1974/75，1985/86                                     |
| 南區丙組〈III〉聯賽 冠軍  | 2           | 1929/30，1951/52                                     |
| 南區丙組〈III〉聯賽 亞軍  | 6           | 1921/22，1922/23，1923/24，1924/25，1925/26，1926/27 |
| 丙組〈IV〉聯賽 冠軍       | 1           | 2001/02                                              |
| 乙組〈IV〉聯賽 亞軍       | 1           | 2016/17                                              |
| 乙組〈IV〉聯賽 季軍       | 1           | 2019/20                                              |
| 丙組〈IV〉聯賽附加賽 冠軍 | 1           | 1995/96                                              |
| 盃 賽 比 賽               |             |                                                      |
| 聯賽錦標 亞軍             | 1           | 2022/23                                              |

## 球員名單
更新日期：2024年6月16日 (日) 09:12 (UTC) 
粗體字為新加盟球員 

### 目前效力（2024/25）
| 編號  | 國籍     | 球員名字                                | 位置          | 出生日期       | 加盟年份 | 前屬球會     | 身價     |
| ----- | -------- | --------------------------------------- | ------------- | -------------- | -------- | ------------ | -------- |
| 12    | 英格兰   | 綠軍球迷（Green Army）                  |               |                |          |              |          |
| 門 將 |          |                                         |               |                |          |              |          |
| 1     | 英格兰   | 米高·谷巴（Michael Cooper）             | 門將          | 1999年10月8日  | 2017     | 青年軍       | --       |
| 21    | 北爱尔兰 | 干拿·夏薩特（Conor Hazard）             | 門將          | 1998年3月5日   | 2023     | 些路迪       | 無透露   |
| 後 衛 |          |                                         |               |                |          |              |          |
| 2     | 英格兰   | 巴利·梅巴（Bali Mumba）                 | 左閘/右閘     | 2001年10月8日  | 2023     | 諾域治       | 無透露   |
| 5     | 西班牙   | 祖利奧·柏古蘇路（Julio Pleguezuelo）    | 中堅/右閘     | 1997年1月26日  | 2023     | 川迪         | 自由轉會 |
| 6     | 英格兰   | 丹·斯卡亞（Dan Scarr）                  | 中堅          | 1994年12月24日 | 2021     | 華素爾       | 自由轉會 |
| 8     | 英格兰   | 祖爾·艾華斯（Joe Edwards）              | 右閘/中場     | 1990年10月31日 | 2019     | 華素爾       | 自由轉會 |
| 17    | 英格兰   | 路易斯·吉遜（Lewis Gibson）             | 中堅/左閘     | 2000年7月19日  | 2023     | 愛華頓       | 自由轉會 |
| 22    | 辛巴威   | （Brendan Galloway）                    | 中堅/左閘     | 1996年3月17日  | 2021     | 盧頓         | 自由轉會 |
| 24    | 英格兰   | 撒克遜·伊亞利（Saxon Earley）           | 左閘/中場     | 2002年10月11日 | 2023     | 諾域治       | 無透露   |
| 29    | 英格兰   | 馬菲·蘇連奴拿（Matthew Sorinola）       | 右翼衛/左翼衛 | 2001年2月19日  | 2024     | 聖基萊斯聯   | 自由轉會 |
| --    | 英格兰   | 拿芬拿爾·奧比達（Nathanael Ogbeta）     | 左閘/左翼衛   | 2001年4月28日  | 2024     | 史雲斯       | 自由轉會 |
| 中 場 |          |                                         |               |                |          |              |          |
| 4     | 英格兰   | 佐敦·侯夫頓（Jordan Houghton）          | 防中/中場     | 1995年11月5日  | 2021     | 米爾頓凱恩斯 | 自由轉會 |
| 11    | 英格兰   | 哥林·胡禮（Callum Wright）              | 攻中/中場     | 2000年5月2日   | 2023     | 黑池         | 無透露   |
| 14    | 英格兰   | 麥基爾·米拿（Mickel Miller）            | 左翼/右翼     | 1995年12月2日  | 2022     | 洛達咸       | 自由轉會 |
| 20    | 英格兰   | 阿當·蘭度（Adam Randell）               | 防中/中場     | 2000年10月1日  | 2019     | 青年軍       | --       |
| 27    | 英格兰   | （Adam Forshaw）                        | 防中/中場     | 1991年10月8日  | 2024     | 諾域治       | 自由轉會 |
| 32    | 威尔士   | 韋·贊堅斯-戴維斯（Will Jenkins-Davies） | 中場/攻中     | 2004年10月22日 | 2021     | 青年軍       | --       |
| 前 鋒 |          |                                         |               |                |          |              |          |
| 9     | 蘇格蘭   | （Ryan Hardie）                         | 前鋒          | 1997年3月17日  | 2021     | 黑池         | 無透露   |
| 10    | 英格兰   | 摩根·韋達卡（Morgan Whittaker）         | 右翼/攻中     | 2001年1月7日   | 2023     | 史雲斯       | 無透露   |
| 15    | 塞拉利昂 | 梅斯達法·賓度（Mustapha Bundu）         | 翼鋒/前鋒     | 1997年2月28日  | 2023     | 安德列治     | 無透露   |
| 19    | 爱尔兰   | 泰歷·胡禮（Tyreik Wright）              | 左翼/右翼     | 2001年9月22日  | 2023     | 阿士東維拉   | 無透露   |
| 23    | 新西兰   | 賓·韋恩（Ben Waine）                    | 前鋒          | 2001年6月11日  | 2023     | 威靈頓鳳凰   | 無透露   |

1. ↑  據報稍高於100萬鎊。[10]
2. ↑  據報約100萬鎊。[24]

### 離隊球員（2024/25）
| 編號             | 國籍             | 球員名字                     | 位置             | 出生日期         | 加盟年份         | 加盟球會         | 身價             |
| 2024年夏季轉會窗 | 2024年夏季轉會窗 | 2024年夏季轉會窗             | 2024年夏季轉會窗 | 2024年夏季轉會窗 | 2024年夏季轉會窗 | 2024年夏季轉會窗 | 2024年夏季轉會窗 |
| ---------------- | ---------------- | ---------------------------- | ---------------- | ---------------- | ---------------- | ---------------- | ---------------- |
| 25               | 英格兰           | 哥林·伯頓（Callum Burton）   | 門將             | 1996年8月15日    | 2021             | --               | 季後放棄         |
| 30               | 英格兰           | 積·安達科特（Jack Endacott） | 左閘/左翼        | 2004年10月11日   | 2023             | --               | 季後放棄         |
| 借 用 歸 還      |                  |                              |                  |                  |                  |                  |                  |
| 3                | 英格兰           | 連奴·蘇沙（Lino Sousa）      | 左閘/左翼        | 2005年1月19日    | 2024             | 阿士東維拉       | 借用歸還         |
| 16               | 英格兰           | （Alfie Devine）             | 攻中/中場        | 2004年8月1日     | 2024             | 熱刺             | 借用歸還         |
| 18               | 英格兰           | 達高·基耶比（Darko Gyabi）   | 中場/防中        | 2004年2月18日    | 2024             | 列斯聯           | 借用歸還         |
| 26               | 英格兰           | （Ashley Phillips）          | 中堅             | 2005年6月26日    | 2024             | 熱刺             | 借用歸還         |

## 著名球星
- 保羅·馬連拿（Paul Mariner）
- 史提夫·麥哥（Steve McCall）
- 麥斯·艾禾菲（Marc Edworthy）
- 布魯士·高巴拿（Bruce Grobbelaar）
- （Peter Shilton）
- （Sylvan Ebanks-Blake）
- （Dan Gosling）
- （Émile Mpenza）
- 林彰洋 （Hayashi Akihiro）